# 沈𡹘
沈𡹘（1491年—1568年），字子由，號江村，直隸蘇州府吳江縣人，民籍，明朝政治人物。

## 生平
正德十四年（1519年）己卯科應天鄉試第四十名舉人，嘉靖十七年（1538年）中式戊戌科會試第三百名，二甲第三十四名進士。授南京工部營繕司主事，改刑部員外郎，升郎中，二十四年（1545年）出為紹興府知府，二十九年（1550年）升湖廣按察司副使，三十二年（1553年）致仕歸里，隆慶二年（1568年）卒於家。

## 著作
著有《家居稿》、《南北稿》、《西臺淨稿》、《越吟稿》、《楚吟稿》、《雞窠嶺稿》、《南廒志》、《南船志》、《牧越議略》、《吳江水利考》、《杜律七言注》、《晴窗便覽》等。

## 家族
曾祖沈端；祖父沈本，七品散官；父沈經，醫學訓科。前母方氏；母吳氏。永感下。兄沈嶅、沈岳，弟沈嵒、沈岱。子沈察、沈問。從子沈處、沈理。孫沈令謨、沈令範。從孫沈令象、沈令儀、沈令聞、沈令善、沈令成、沈令名、沈令猷、沈令德、沈令行、沈令緒。曾孫沈正宗。從曾孫沈瓊芝、沈瑤芝、沈玉芝、沈同方、沈同樹、沈同寅、沈同和。